# Reissend Nollen
Der Reissend Nollen ist ein 3003 m ü. M. hoher Berg in der Nähe von Engelberg in der Schweiz. Er liegt auf dem Gebiet der Kantone Bern und Obwalden, östlich der Wendenstöcke und westlich des Titlis.
Durch die mehrere hundert Meter hohe senkrechte Felswand auf der Südseite des Berges führen verschiedene schwierige Kletterrouten zum Gipfel. Von der Nordseite her ist der Gipfel im Schwierigkeitsgrad T4 erreichbar. Der Reissend Nollen gehört zusammen mit dem Titlis und dem Klein Titlis zu den einzigen Dreitausendern des Kantons Obwalden.